# Pseudohelina rufinota
Pseudohelina rufinota är en tvåvingeart som först beskrevs av Fritz Isidore van Emden 1951.  Pseudohelina rufinota ingår i släktet Pseudohelina och familjen husflugor. Inga underarter finns listade i Catalogue of Life.